# Kauthar Bouchallikht
Kauthar Bouchallikht (Amsterdam, 16 mei 1994) is een Nederlands voormalig politica, klimaatactiviste en publiciste. Ze werd bij de Tweede Kamerverkiezingen 2021 met voorkeurstemmen namens GroenLinks in het parlement gekozen. Ze was het eerste hidjab-dragende parlementslid in Nederland. Op 5 december 2023 nam zij afscheid als Tweede Kamerlid.

## Levensloop
Bouchallikht groeide op in Amsterdam in een familie van Marokkaanse afkomst.
Als middelbare scholier was ze een jaar (2011-2012) bestuurslid bij het Landelijk Aktie Komitee Scholieren (LAKS) en hielp ze mee bij het organiseren van een demonstratie tegen een urennorm in het voortgezet onderwijs. Van 2012 tot 2015 studeerde ze Bestuurs- en Organisatiewetenschappen aan de Universiteit Utrecht en behaalde in 2016 aan dezelfde universiteit een master Publiek Management. Ze schreef tijdens haar studie artikelen voor Het Parool.
Na haar studie werd ze freelance publicist, spreker en trainer. Haar werk werd gepubliceerd door onder andere De Correspondent, OneWorld en Nieuw Wij. Bouchallikht was actief bij verschillende belangenorganisaties omtrent klimaat, duurzaamheid en Europese moslims. Zo was ze voorzitter bij Stichting Groene Moslims (2016-2021) en vicevoorzitter van het Forum van Europese Moslim Jongeren en Studenten Organisaties (FEMYSO)(2019-2020). Ze gaf vanuit die positie training bij een kamp van een jongerenorganisatie van Milli Görüş. Ook was Bouchallikht mede-organisator van een aantal grote protesten, zoals de 'klimaatstaking' vanuit Fossielvrij NL, de 'klimaatmars' als campaigner bij DeGoedeZaak en de Schoolstaking voor het klimaat in Amsterdam in maart 2019, destijds het grootste protest voor het klimaat ooit gehouden in Nederland. In 2018 werd Bouchallikht genomineerd voor de Duurzame Jonge 100.

## Politieke loopbaan

### Kandidatuur GroenLinks
Bouchallikht werd eind 2020 door de politieke partij GroenLinks voorgedragen voor negende plaats op hun kieslijst voor de Tweede Kamerverkiezingen 2021. Op de bekendmaking volgden verschillende controverses omtrent haar persoon op sociale media en in de media. (Zie Controverses).
Later, in 2023, bleek dat die controverses onderdeel waren van een georkestreerde lastercampagne gefinancierd door de Verenigde Arabische Emiraten. Vooral een vermeende connectie tussen Bouchallikht, FEMYSO en het Moslimbroederschap vormde hierbij de spil in de verdachtmakingen. Daarnaast was er controverse over een aantal oudere uitingen van Bouchallikht op social media.
GroenLinks bleef haar kandidatuur steunen en volgde er ook steunbetuigingen vanuit andere organisaties en politieke partijen. Zo onderschreven verschillende feministische en klimaatorganisaties een openbare steunbrief.
In een onderzoek naar online haat gericht op vrouwelijke politici tussen 2020 en 2021 door Data School (Universiteit Utrecht) en De Groene Amsterdammer, kwam naar voren dat Bouchallikht een van de politici was die de meest haatdragende tweets ontving, relatief gezien zelfs de meeste haatdragende berichten.

### Kamerlid
Tijdens de Tweede Kamerverkiezingen van 2021 behaalde GroenLinks acht zetels. Ondanks haar negende plaats op de kandidatenlijst bleek Bouchallikht op 20 maart toch in de Tweede Kamer te komen door 27.038 voorkeurstemmen. Daarmee was ze een van drie kamerleden die met voorkeurstemmen in de Kamer kwam. Anti-islampoliticus Geert Wilders (PVV) noemde haar verkiezing "een zwarte dag voor Nederland". Bouchallikht werd op 31 maart beëdigd en werd het eerste actief hidjab-dragende parlementslid in Nederland. Fonda Sahla van D66 draagt eveneens een hidjab, maar kwam pas de Kamer in nadat er een kabinet gevormd was. Enkele aanhangers van de extreemrechtse anti-islamgroep Pegida demonstreerden tegen haar installatie.
Bouchallikhts specialismen in de Kamer zijn mbo, digitalisering, infrastructuur en waterstaat en ze is lid van de volgende commissies:
- Vaste commissie voor Digitale Zaken
- Vaste commissie voor Infrastructuur en Waterstaat
- Vaste commissie voor Koninkrijksrelaties
- Vaste commissie voor Landbouw, Natuur en Voedselkwaliteit
- Vaste commissie voor Onderwijs, Cultuur en Wetenschap

Bouchallikht was in Amsterdam een van de lijstduwers van haar partij bij de gemeenteraadsverkiezingen van maart 2022.
Begin 2023 presenteerde ze met de Partij van de Arbeid een plan om het openbaar vervoer betaalbaarder te maken. Ze stelden voor om te experimenteren met gratis openbaar vervoer voor mensen met een lager inkomen en om recente prijsverhogingen van tickets terug te draaien. De €400 miljoen die voor die laatste maatregel nodig was zou worden opgehaald door een verhoging van de vermogensrendementsheffing en de vennootschapsbelasting. Bouchallikht zei dat delen van de samenleving afhankelijk zijn van het openbaar vervoer en dat het daarom een basisrecht zou moeten zijn in plaats van een manier om geld te verdienen.

### Verkiezingen 2023
Voor de vervroegde TK-verkiezingen van november 2023 (die in juli 2023 na de val van Kabinet-Rutte IV werden uitgeschreven) kondigden de PvdA en GroenLinks aan een gedeelde lijst te vormen. Op 8 september 2023 werd bekend dat Bouchallikht op plek zeventien van deze gezamenlijke kieslijst staat. Op 14 oktober dat jaar maakte ze via een verklaring op Instagram echter bekend zich terug te trekken van de kandidatenlijst, omdat ze het niet eens was met de reactie van GroenLinks en PvdA op de verrassingsaanval van Hamas op Israël op 7 oktober 2023 en de militaire acties van Israël die daarop volgden; ze miste in de reactie van de partij het benoemen van de bredere historische context en de kritische houding die er eerder wel was geweest. Haar besluit volgde op interne gesprekken met de fractie. Aangezien de kandidatenlijsten een dag eerder door de Kiesraad waren vastgesteld, is het schrappen van een kandidaat niet meer mogelijk en zal ze wel verkiesbaar zijn. Bouchallikht verklaarde echter dat zij haar plaats zal afstaan aan de volgende op de lijst, mocht ze worden verkozen. Op 5 december 2023 nam zij afscheid van de Tweede Kamer.